# Synidotea bogorovi
Synidotea bogorovi är en kräftdjursart som beskrevs av Gurjanova 1955. Synidotea bogorovi ingår i släktet Synidotea och familjen tånglöss. Inga underarter finns listade i Catalogue of Life.